# Era Mòla d'Unha
Era Mòla d'Unha és un molí fariner d'Unha al municipi de Naut Aran (Vall d'Aran) protegit com a bé cultural d'interès local.

## Descripció
Com acostuma a succeir en aquest tipus d'instal·lacions, es tracta d'un petit edifici disposat en sentit perpendicular al corrent fluvial, en aquest cas l'Unhòla, en el marge dret, amb la porta situada a l'extrem oposat i la façana principal per la banda de migdia, aixoplugat per una teulada de doble vessant. Una resclosa de derivació o peixera nodria un canal bastant llarg i paral·lel al llit del riu que penetra en l'edifici per la banda de tramuntana i surt per una arcada de mig punt adovellada (d'1,30m de llum); la força hidràulica movia les dues moles amb què comptava. La porta d'entrada duu al damunt una inscripció: J.M// AÑ 1806, i al davant s'han aprofitat dues pedres voladeres com a taules. L'interior conserva bona part de l'antiga maquinària.

## Història
Un primerenc acord entre els prohoms d'Unha establí "que'ls de la partida de dessús poblen del molar Mohedir ensús"(1278). La Mòla d'Unha és consignada en el Cadastre 1717, l'arrendament de la qual produïa bones rendes municipals. Semblantment consta un molí de farina l'any 1789 en el qüestionari de Francisco de Zamora (resposta núm 118) el qual destaca la producció de tota classe de cereals (blat i sègol sobretot)